# Attraktivitätsforschung

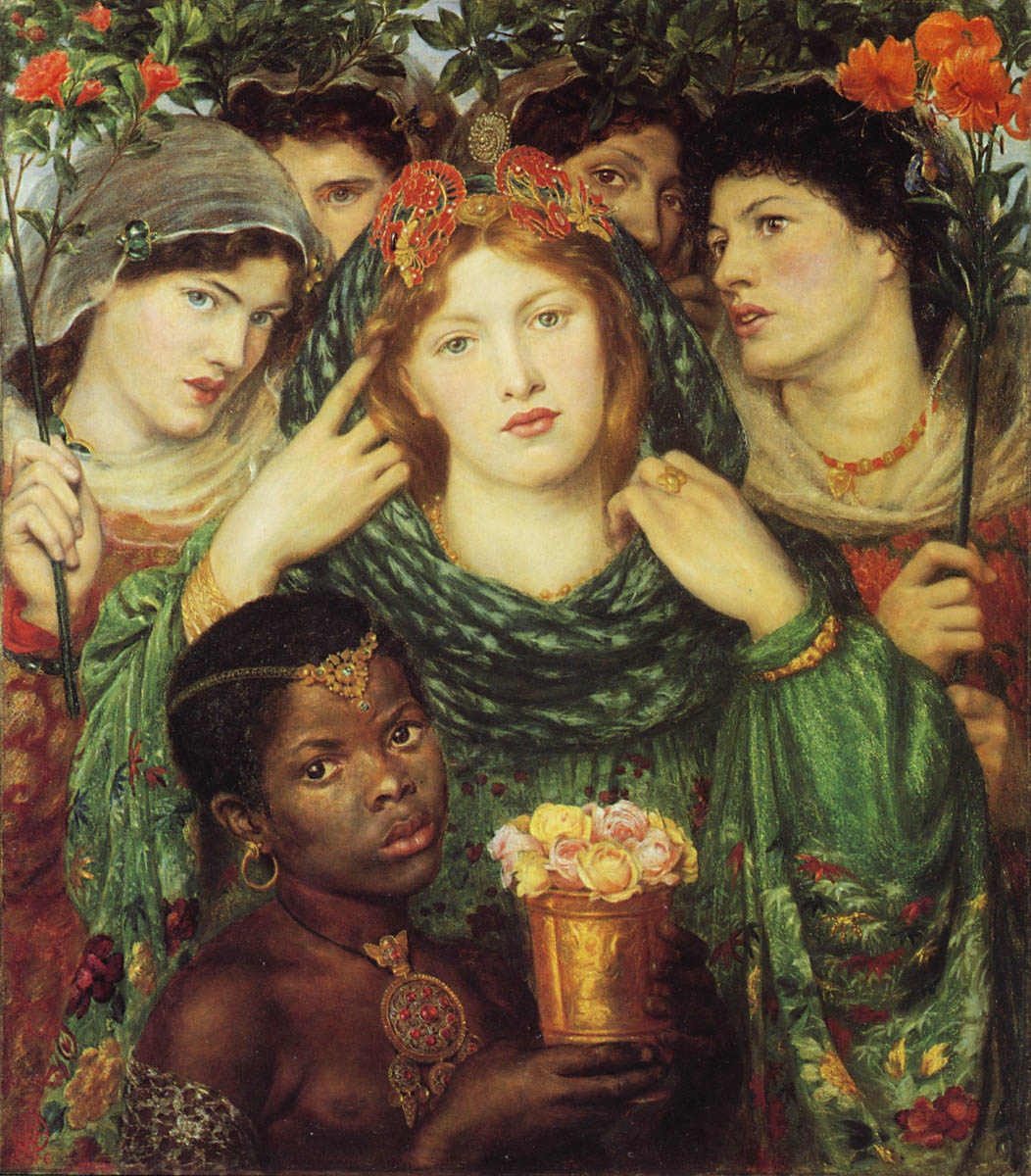
Dante Gabriel Rossetti, The Beloved (1866)
Symmetrie, kindliche Gesichtszüge und makellose Haut werden universell als attraktiv wahrgenommen

Die Attraktivitätsforschung beschäftigt sich mit der Erforschung der Attraktivität des Menschen, speziell hinsichtlich seiner körperlichen Gegebenheiten, seiner Wesenseigenschaften, seiner sozialen Stellung, seines beruflichen Erfolgs, seines materiellen Wohlstands, seiner Persönlichkeitsausstrahlung. Sie ist keinem bestimmten Fachgebiet zuzuordnen, sondern wird in einer Vielzahl von Wissenschaftsdisziplinen betrieben, wie der Psychologie, den Neurowissenschaften, der Verhaltensforschung oder auch den Wirtschaftswissenschaften.

## Entwicklung der Attraktivitätsforschung

### Geschichte
Die wissenschaftlich-philosophische Auseinandersetzung mit dem Ideal der Schönheit und dem Phänomen seiner Anziehungskraft auf andere Menschen reicht im europäischen Kulturkreis bis in die griechische Antike zurück. Sie begegnet später wieder in den Publikationen Plotins, in der hochmittelalterlichen Epik und in den ästhetischen Schriften von Friedrich Schiller, etwa in dem Essay Anmut und Würde von 1793. Auch Dichter wie Friedrich Hölderlin oder Johann Wolfgang von Goethe in seinem Bildungsroman Wilhelm Meisters Lehrjahre (1795/96) haben sich damit intensiv auseinandergesetzt.
Die Fragestellung beschäftigte bereits den altgriechischen Philosophen Sokrates, unter dessen Initiative und mäeutischer Gesprächsführung Zirkel aus bedeutenden Athener Bürgern, Gelehrten und Staatslenkern wie Alkibiades, sich in intensiven Gesprächsrunden systematisch damit auseinandersetzten, welche Rolle der Schönheit im Zusammenhang mit dem Eros zukommen könnte. Die Inhalte und Methoden des damaligen wissenschaftlichen Vorgehens sind uns in Dialogform durch seinen Schüler Platon, etwa im Symposion, dem „Gastmahl“, eindrucksvoll überliefert. Die Vorstellung einer Verbindung von körperlicher und geistiger Schönheit als Wesensmerkmal des edlen Menschen fand ihren begrifflichen Niederschlag in dem Wort Kalokagathia. In dem Begriff Kalokagathia (= "Schönheit und Gutheit" - kalós kai agathós) manifestierte sich die Überzeugung, dass innere und äußere Schönheit ein (zumindest erstrebenswertes) Ideal seien und dass sie die eigentliche Anziehungskraft des Eros bewirkten. Antike Bildhauer wie Myron setzten das Ideal in Kunstwerke um und stellten dem anmutigen Jüngling Bildwerke eines vom Pankration, dem äußerst brutalen „Allkampf“, zerschlagenen Athletengesichts gegenüber.
Eine enger körperbezogene Erforschung der menschlichen Schönheit nahm ihren Anfang in den späten 1960er Jahren. Zunächst waren daran vor allem US-amerikanische Sozialwissenschaftler beteiligt, die sich hauptsächlich für die Auswirkung von körperlicher Attraktivität auf die verschiedensten Arten der zwischenmenschlichen Beziehungen interessierten, etwa auf die Bereitschaft, anderen Menschen zu helfen.
Während die ersten Attraktivitätsforscher noch davon ausgingen, dass Schönheit „im Auge des Betrachters“ liege, brachten die in den 1980er Jahren durchgeführten Untersuchungen zur Urteilerübereinstimmung die Erkenntnis, dass sich unterschiedliche Menschen in ihrem Schönheitsurteil durchaus ähneln. Damit rückte nun verstärkt die Frage ins Blickfeld, welche Merkmale attraktive Gesichter bzw. Körper auszeichnen.
Seit Mitte der 1980er Jahre spielen in der Attraktivitätsforschung zunehmend evolutionspsychologische Ansätze eine Rolle, die nach dem biologischen „Sinn“ von Attraktivität fragen. Bis heute ist die Evolutionspsychologie das vorherrschende (wenn auch nicht unangefochtene) theoretische Paradigma der Attraktivitätsforschung geblieben.

### Aktuelle Entwicklungen
Mit der Einführung moderner bildgebender Verfahren in die Hirnforschung halten seit Mitte der 1990er Jahre die Neurowissenschaften Einzug in die Attraktivitätsforschung. Mit Hilfe der
funktionellen Magnetresonanztomographie werden die am Attraktivitätsurteil beteiligten Hirnstrukturen und die zugrundeliegenden neuronalen Prozesse erforscht. Die Suche nach den physiologischen Grundlagen des ästhetischen Empfindens geht dabei zum Teil über die menschliche Schönheit hinaus und bezieht – unter der Flagge der „Neuroesthetics“ – alle Arten von ästhetischen Objekten und Erfahrungen wie etwa Kunstwerke oder Musik mit ein.
Auch die Wirtschaftswissenschaften beteiligen sich neuerdings an der Erforschung der menschlichen Attraktivität. Mit Hilfe spieltheoretischer Ansätze gehen sie der Frage nach, wie soziale Austauschbeziehungen durch das Aussehen beeinflusst werden.
Seit einigen Jahren erweitert sich insbesondere innerhalb der evolutionspsychologisch geprägten Attraktivitätsforschung das Konzept von „Attraktivität“ zusehends. Neben der visuellen Attraktivität von Gesicht und Körper sind nun auch der Körpergeruch, die Stimme oder auch Bewegungen zum Gegenstand der Forschung geworden. Dabei tritt zunehmend die Frage nach der Natur und Herkunft von interindividuellen Unterschieden in der Attraktivitätswahrnehmung in den Vordergrund. (Warum etwa können sich die einen Menschen gegenseitig „riechen“, die anderen nicht?)

## Fragestellungen
Die Attraktivitätsforschung beschäftigt sich schwerpunktmäßig mit folgenden Fragen:
- Inwieweit stimmen Menschen in ihrem Schönheitsurteil überein?
- Welche Merkmale des Gesichtes bzw. Körpers werden als attraktiv empfunden?
- Wie wirkt sich die Attraktivität eines Menschen im sozialen Kontext aus?
- Welche Rolle spielt Attraktivität bei der Partnerwahl?
- Welchen biologischen „Sinn“ hat Schönheit?

### Bewertung von Schönheit
Der Frage nach der Urteilerübereinstimmung bei der Attraktivitätsbewertung von Gesichtern haben sich vor allem deutschsprachige Attraktivitätsforscher (z. B. Ronald Henss) ausgiebig angenommen. Demnach ist das menschliche Attraktivitätsurteil ungefähr zur Hälfte subjektiv, die andere Hälfte hat ein Mensch mit den anderen Menschen gemeinsam. Dieser (relative) Konsens scheint kulturübergreifend zu sein, sofern die jeweiligen Beurteiler mit den in Frage stehenden Ethnien vertraut sind. Ein weißer Europäer stimmt beispielsweise bei der Bewertung eines japanischen Gesichtes weitgehend mit japanischen Bewertern überein – unter der Voraussetzung, dass er bereits „Erfahrung“ mit japanischen Gesichtern gemacht hat (also z. B. Japaner in seinem Bekanntenkreis hat).
Männer und Frauen weisen in ihren Schönheitsurteilen zwar gewisse Unterschiede auf (Frauen beispielsweise sind mit guten Noten etwas zurückhaltender als Männer, insbesondere, wenn es um Männergesichter geht), im großen Ganzen stimmen beide Geschlechter aber recht gut überein (genauso wie das auch unterschiedliche Altersgruppen oder auch soziale Schichten tun).
Karl Grammer et al. identifizierten acht „Säulen“ der Schönheit: Jugendlichkeit, Symmetrie, Durchschnittlichkeit, Geschlechtshormonmarker, Körpergeruch, Bewegung, Hautfarbe und Haartextur.
Alters- und geschlechtsspezifische Stereotype beeinflussen die Bewertung der Attraktivität. Für Frauen gilt, dass ihnen nach traditioneller, stereotyper Geschlechterrolle körperliche (sexuelle) Attraktivität zugeschrieben und das Weiblichkeits- sowie Schönheitsideal mit Jugendlichkeit gleichgesetzt wird. Auch bei der Partnerwahl dominiert jugendliche, sexuelle Attraktivität als Bewertungskriterium der Frau, wie Ursula Richter in Studien festgestellt hat. Dieses verordnete und idealisierte Bild von Schönheit und Weiblichkeit, das viele Frauen schon in jüngeren Jahren als mangelhaft erfahren, wird mit zunehmendem Alter immer unausweichlicher für alle, wie Christina Schachtner belegt. „Je mehr sich die Geschichte einer Frau mit den Jahren in ihrem Gesicht und in ihrer Gestalt eingräbt, je unverwechselbarer sie wird, desto weniger entspricht sie dem propagierten Weiblichkeitsentwurf“, so Schachtner. Dies hat eine Benachteiligung älterer Frauen zur Folge, wie Ursula Lehr (Altersforscherin) aufzeigt. So werden beispielsweise Falten beim Mann nicht als unattraktiv bewertet. Mehr als die Hälfte der von der Gesellschaft für Marktforschung (GfK) befragten Männer meinen sogar, mit Falten attraktiver zu sein. Demnach ist mehr als jeder zweite Mann der Ansicht, dass er mit zunehmendem Alter interessanter und besser aussehe. Das sagen von sich nur vier von zehn Frauen. Jede vierte weibliche Befragte bekundet ausdrücklich ihre Angst, älter und damit unattraktiv zu werden.
Gleichwohl die Frage des Aussehens auch für alternde Männer nicht irrelevant zu sein scheint, möglicherweise als Beleg für männliche Identität ausmachende physische Stärke, sind Frauen attraktivitätsmäßig in viel stärkerem Maße auf ihr Äußeres reduziert. Alternde Frauen fürchten daher das Nachlassen oder den Verlust ihrer sexuellen Reize im Alter und fühlen sich durch die als Hässlichkeit angedeuteten Alterserscheinungen gehemmt, blockiert, ausgesperrt, in ihrem Frausein verneint. Ihre eigene Attraktivität beurteilen Frauen ungünstiger als Männer, und junge Frauen werden bevorzugt sowie am sexuell attraktivsten bewertet, wie Studien belegen.
Die stereotypen alters- und geschlechtsspezifischen Erwartungen beeinflussen die Wahrnehmung bzw. Beurteilung von Attraktivität. Sie können auch ein diskriminierendes Verhalten und eine Abnahme des Selbstwertgefühls hervorrufen, indem sie zum Beispiel ältere Frauen dazu bringen, ihren Verhaltensradius einzuschränken. Wenn ältere Frauen ihr Verhalten nach den stereotypen Erwartungshaltungen ausrichten, wird das Stereotyp erfüllt und kann erneut Bestätigung finden.
Infolge der Aufweichung traditioneller, stereotyper Geschlechterrollen u. a. durch eine bessere weibliche Schul-/Ausbildung und einer damit einhergehenden finanziellen Unabhängigkeit kann ein gestiegenes Selbstbewusstsein der Frau verzeichnet werden. Frauen sind heute mutiger, Entscheidungen zu treffen, die nicht unbedingt als populär gelten. Dennoch ist seitens der sozialen Umwelt nach wie vor Jungsein Voraussetzung weiblicher Schönheit.

### Welche Merkmale werden als attraktiv empfunden?
- Eines der für den Laien verblüffendsten Attraktivitätsmerkmale heißt Durchschnittlichkeit: Wenn mehrere Gesichter fotografisch oder computertechnisch (durch sog. „Morphing“) übereinandergelagert werden, so ist das resultierende Durchschnittsgesicht attraktiver als die Mehrzahl der Einzelgesichter, aus denen es hervorgegangen ist.
- Die Ähnlichkeit zwischen der beurteilenden Person und der beurteilten Person hat einen Einfluss auf die Einschätzung der Attraktivität. So mussten in einer wissenschaftlichen Studie junge Männer erotische Frauenbilder betrachten, während gleichzeitig der Lidschlussreflex als implizites Einstellungsmaß aufgezeichnet wurde. Die Gesichter der Frauen wurden teilweise mittels Morphing an die der Versuchsteilnehmer angeglichen. Es zeigte sich, dass unter Normalbedingungen die ähnlichen Frauen als attraktiver eingeschätzt wurden. Wenn die Versuchspersonen jedoch unter Stress gesetzt wurden, kehrte sich der Effekt um und unähnliche Frauen wurden bevorzugt.[13][14]
- Als einer der stärksten Attraktivitätsfaktoren ist die Makellosigkeit der Haut experimentell gut abgesichert – je glatter die Haut, desto attraktiver wird das entsprechende Gesicht beurteilt.
- Die Frage, ob ein Gesicht durch Symmetrie attraktiver wird, ist zwar ausführlich beforscht, die Ergebnisse sind jedoch nicht ganz eindeutig. In einigen Studien werden symmetrische Gesichter als attraktiver wahrgenommen, in anderen dagegen schneiden perfekt symmetrische Gesichter nicht besser – vereinzelt sogar schlechter – ab als weniger symmetrische. Konsens besteht allerdings darin, dass höhergradige Asymmetrien der Schönheit eines Gesichtes abträglich sind.
- Attraktive weibliche Gesichter weisen Merkmale und Proportionen auf, die auch die Gesichter von Kindern auszeichnen: große Augen, eine hohe Stirn, eine niedrige Kieferpartie. Ob die Attraktivität dieser Merkmale mit ihrer wahrgenommenen Kindlichkeit (sog. „Neotenie-Hypothese“) zusammenhängt oder ob sich in ihr die besondere Geschlechtstypizität des Gesichtes widerspiegelt (also der Gegensatz zum männlichen Gesicht, das sich durch einen kräftigen Kiefer, eine flache Stirn und kleiner wirkende Augen auszeichnet), ist unter Forschern umstritten.
- Sog. „Reifezeichen“ (M. Cunningham) in Form von hohen, betonten Wangenknochen und schmalen Wangen machen Frauen- und z. T. auch Männergesichter attraktiver.
- Beim weiblichen Gesicht wirken volle Lippen attraktiv – möglicherweise, weil sie auf einen hohen Spiegel an weiblichen Geschlechtshormonen hinweisen (die Lippen werden in der Pubertät unter dem Einfluss von Östrogen voller).

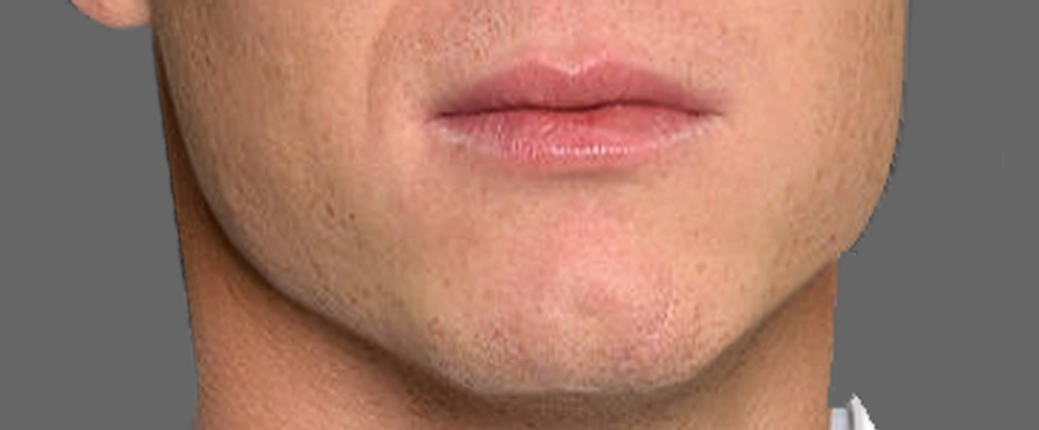
Kantiges Männerkinn

- Beim männlichen Gesicht wirkt auf Frauen ein kantiges und ausgeprägtes Kinn attraktiv.[15][16] Es weist auf einen hohen Testosteronspiegel hin und wird mit Stärke und Abenteuerlust in Verbindung gebracht. Diese Attraktivität birgt auch die Gefahr von Untreue.

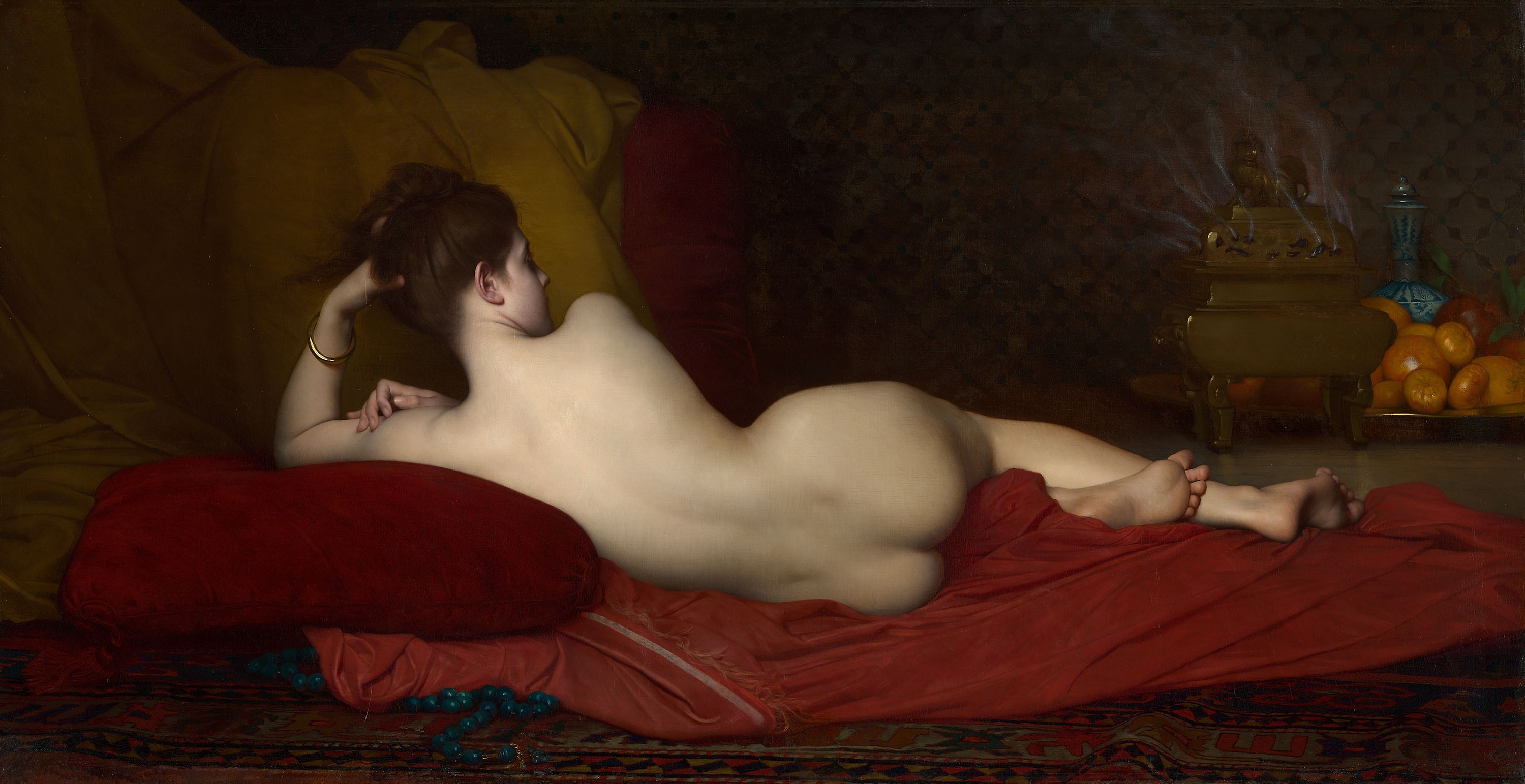
Odalisque von Jules-Joseph Lefebvre

Für die Figur werden folgende Attraktivitätskriterien diskutiert:
- Einer der wichtigsten (und kulturübergreifenden) Attraktivitätsfaktoren beim Mann ist die Körpergröße. Die Körpergröße einer Frau dagegen ist für ihre Attraktivität eher unerheblich, solange sie nicht erheblich vom Durchschnitt der Gesellschaft oder Population abweicht (vgl. Kleinwuchs, Riesenwuchs).
- Das ideale Körpergewicht und die ideale Figur schwanken zwischen den Epochen und Kulturen recht stark. Die heutige Bevorzugung sehr schlanker Frauenkörper ist im historischen und ethnographischen Vergleich eher die Ausnahme.
- In den 1990er Jahren wurde die „Waist-to-Hip-ratio“, also das Verhältnis von Taillen- zu Hüftumfang, von dem US-amerikanischen Evolutionspsychologen Devendra Singh als Attraktivitätsmaß in die Diskussion eingeführt. Ein Verhältnis von 0,7 galt demnach als optimal. Die Universalität dieser „Konstanten“ wird jedoch von neueren Untersuchungen zunehmend in Frage gestellt. Zudem steht außer Frage, dass die Körperfülle (gemessen durch den Body-Mass-Index BMI) eine sehr viel wichtigere Rolle spielt als das Taille-Hüft-Verhältnis (Zusammenfassung: Swami & Furnham, 2008).

Bei der Stimme zeigt sich ein klarer Zusammenhang mit der Tonhöhe. Bei männlichen Stimmen wird eine tiefere Stimme als attraktiver wahrgenommen, bei weiblichen Stimmen eine höhere.
Sämtliche Schönheitsideale sind dem Wandel von Geschmack und Mode unterworfen – die den Körper betreffenden Schönheitsnormen offenbar noch stärker als diejenigen, die sich auf das Gesicht beziehen. Das heißt jedoch nicht, wie oft behauptet, dass Schönheitsideale völlig beliebig wären – wie der Blick auf herausragende Schönheiten unterschiedlicher Epochen, wie etwa Nofretete oder Michelangelos David, zeigt.

### Wie wirkt sich Attraktivität im sozialen Kontext aus?
Attraktiven Menschen werden in weitaus höherem Maß positive Eigenschaften wie zum Beispiel Gesundheit, Intelligenz oder gute Charaktereigenschaften zugeschrieben als weniger attraktiven. Offenbar neigen Menschen dazu, ästhetische („schön“) mit ethischen Kategorien („gut“) zu vermischen. Dieses sog. Attraktivitätsstereotyp führt dazu, dass schöne Menschen in praktisch allen Bereichen des gesellschaftlichen Lebens positiver behandelt werden. Hübsche Babys etwa werden schon in der Neugeborenenperiode anders behandelt als weniger hübsche Babys und hübsche Kinder bekommen in der Schule bessere Noten. Attraktive Erwachsene können vor Gericht mit milderen Strafen rechnen, treffen in Notlagen auf mehr Hilfsbereitschaft, und erhalten – wenn man das attraktivste mit dem am wenigsten attraktiven Drittel der Arbeitnehmer vergleicht – um ca. 10 Prozent höhere Gehälter. Auch ein Zusammenhang zwischen physischer Attraktivität und Wahlerfolg wird mittlerweile empirisch erforscht.
Männer, die eine attraktive Lebenspartnerin haben, werden von Dritten günstiger eingeschätzt, als Männer mit einer weniger attraktiven Lebenspartnerin.
So gut die Wirkung des Attraktivitätsstereotyps dokumentiert ist, so wenig sind die Gründe erforscht, die zu der Gleichsetzung des Schönen mit dem Guten führen. Eine entsprechende Sozialisation – wie sie von vielen Sozialwissenschaftlern als Erklärung angeführt wird – ist eher unwahrscheinlich, da sich das Attraktivitätsstereotyp bereits im Alter von sechs Monaten nachweisen lässt. Auch die Tatsache, dass sich die Vermengung des Schönen mit dem Guten in allen Kulturen, Sprachen und Mythen nachweisen lässt, spricht gegen eine rein kulturelle Tradierung des Attraktivitätsstereotyps im Sinne von Sozialisation. Die Suche nach den biologischen Wurzeln steckt jedoch noch in den Kinderschuhen.

### Attraktivität und Partnerwahl
Bei beiden Geschlechtern gehören soziale wie körperliche Attraktivität zu den wichtigsten Partnerwahlkriterien. In der Präferenz unterscheidet Männer und Frauen die graduelle Rangfolge der Merkmale der Attraktivität:
- Frauen sind eher bereit, beim Faktor visueller Attraktivität zugunsten anderer Qualitäten, insbesondere sozialem Status und Charaktereigenschaften, Abstriche zu machen.

- Männer dagegen lassen sich bei ihrer Partnerwahl in viel stärkerem Maße von visuellen Kriterien leiten.

Einschränkend ist zu sagen, dass Geschlechtsunterschiede dieser Art in Studien zwar vorhanden, aber nicht besonders groß sind. Außerdem wird Präferenz oft als Einstellung gegenüber bestimmten Kriterien wie eben zum Beispiel Attraktivität gemessen. Das führt aus mehreren Gründen dazu, dass solche Ergebnisse nur eingeschränkt Rückschlüsse auf reale Partnerwahlbedingungen erlauben: 
Zunächst sind Einstellungen häufig kein guter Prädiktor für tatsächliches Verhalten. Große visuelle Attraktivität kann zum Beispiel je nach Situation anziehend aber genau so gut auch einschüchternd und somit abschreckend wirken. Zusätzlich sind reale Kontaktsituationen wesentlich komplexer als einzeln abgefragte Merkmale. So kann eine attraktive Frau z. B. auch intelligent, aber abweisend und wenig humorvoll sein. All diese Eindrücke werden bei einer echten Kontaktsituation zu einer Wahrnehmung der Person integriert. In einer Untersuchung von Paaren beim Speed-Dating, also in einer realistischeren Kontaktsituation, zeigte sich beispielsweise, dass Attraktivitätswertungen eine spätere Partnerschaft nicht vorhersagen konnten.
Das oben beschriebene Bevorzugungsmuster scheint sich im Zuge der stärkeren ökonomischen Gleichstellung der Frau zu relativieren, ist auf dem aktuellen Partnermarkt jedoch noch gültig. Ältere Studien kamen zu dem Schluss, dass in Verbindungen zwischen Partnern mit unterschiedlichen sozialen Hintergründen in aller Regel die Frau diejenige ist, die ihrem Partner in Sachen Herkunft und Bildung unterlegen ist – dafür könne sie aber ihre höhere Attraktivität in die Waagschale werfen. Wenn allerdings die Bildung der Frauen und Männer gemittelt einander entsprechen, kann dies logisch gesehen keine Rolle mehr spielen. In Zeiten also, in denen die meisten Ärzte Männer waren, heirateten diese häufig attraktive Krankenschwestern, während heute Ärzte eher andere Akademikerinnen heiraten.
Bei den heutzutage häufigeren Partnerschaften zwischen Partnern ähnlicher Herkunft und Bildung ähneln sich die Partner dagegen auch in ihrer Attraktivität: Schöne Menschen haben schöne Partner, weniger schöne Menschen dagegen auch weniger schöne Partner. Die Mechanismen, die zu dieser attraktivitätsmäßigen Schichtung des Partnermarktes führen, werden derzeit anhand des Speed-Dating intensiv erforscht.

### Welchen biologischen „Sinn“ hat Schönheit?
Ein wichtiges Kriterium für die Auswahl sind nach der „Gute-Gene-Hypothese“ die Gesundheit und die Fruchtbarkeit. Eine hohe Fruchtbarkeit zu erkennen, erhöht die Wahrscheinlichkeit, dass ein Sexualakt überhaupt Nachkommen hervorbringt, eine gute Gesundheit spricht dafür, dass der Partner keine oder weniger schädliche Mutationen aufweist, die diese beeinträchtigen, und zudem auch kräftig genug ist, um mit Parasiten und Viren etc. fertigzuwerden. Im Gegenzug zur Erkennung von hoher Qualität bewirkt dieser Vorgang im Wege der sexuellen Selektion auch, dass die Darstellung einer eigenen hohen Qualität wichtig wird: Je leichter es einem potentiellen Partner gemacht wird, die eigene hohe Qualität zu erkennen, umso eher wird er einen als Partner auswählen.
Diese Hypothese kann sich auf verhaltensbiologische Erkenntnisse aus dem Tierreich stützen: In vielen Arten haben die am reichsten ornamentierten Individuen nicht nur eine höhere phänotypische Qualität, sondern auch eine reichlichere und gesündere Nachkommenschaft. In diesem Zusammenhang wird insbesondere der Symmetrie des Körperbaus eine besondere Bedeutung zugeschrieben. Sie wird von vielen Forschern als Zeichen von sog. „Entwicklungsstabilität“ und damit als Hinweis auf eine gute genetische Ausstattung aufgefasst.
Das klassische Beispiel eines durch sexuelle Selektion entstandenen Merkmals ist der Pfauenschwanz, der durch seine Komplexität deutlich macht, dass der Träger keine schädlichen Mutationen hat (die sich mit gewisser Wahrscheinlichkeit auf das komplexe Muster auswirken würden), und dass er gesund ist, da er ansonsten die Lasten des aufwändigen Schwanzes nicht tragen könnte und dieser bei Krankheit ungepflegt und verzaust wäre.
Es spricht vieles dafür, dass auch die menschliche Schönheit als Indikator für biologische oder psychologische Qualitäten fungiert. Es lassen sich gewisse Zusammenhänge zwischen Attraktivität und anderen „Qualitäten“ feststellen – insbesondere im Bereich sozialer Fähigkeiten schneiden attraktive Menschen nach einer umfangreichen Meta-Analyse der bestehenden Literatur aus dem Jahr 2000 besser ab. Auch bei Menschen wird Symmetrie hoch geschätzt und Frauen haben mit den Brüsten auch körperliche Anzeichen, die auf eine sexuelle Selektion hindeuten: Brüste sind paarig angelegt und damit ein guter Indikator für eine gleichmäßige Ausbildung, symmetrische Brüste gelten als attraktiv, sie sind zudem über die Festigkeit etc. ein Zeichen von Jugend, was gerade bei Lebewesen mit langer Paarbindung und langer ressourcenintensiver Aufzuchtszeit ein wichtiges Merkmal ist.
Eine evolutionsbiologische Begründung anhand sexueller Selektion würde auch erklären, warum Attraktivität durch kulturelle Mittel wie Schminke etc. zu steigern ist. Denn ein durch sexuelle Selektion entstandenes Merkmal steht in einem Konflikt mit anderen Körperformen aufgrund natürlicher Selektion.
Die Attraktivität eines Pfauenschwanzes wäre in einer Konkurrenz unter den Männern beispielsweise durch eine weitere Vergrößerung und eine noch höhere Komplexität steigerbar. Irgendwann wird aber das Gewicht der Federn so groß, dass der dadurch entstandene Nachteil die Vorteile höherer Attraktivität übersteigt, so dass theoretisch ein schöner Schwanz möglich wäre, dieser sich aber nicht entwickeln kann. Im gleichen Maße mag die optische Verlängerung der Beine durch Schuhe mit Absätzen deswegen möglich sein, weil längere Beine zwar schöner wären, aber andere Nachteile, etwa beim Laufen etc., hätten.

### Populärwissenschaftliche Literatur
- Ulrich Renz: Schönheit. Eine Wissenschaft für sich. Berlin Verlag, Berlin 2006, ISBN 3-8270-0624-4.
- Nancy Etcoff: Nur die Schönsten überleben. Die Ästhetik des Menschen. Hugendubel, Kreuzlingen u. a. 2001, ISBN 3-7205-2222-9.

### Fachpublikationen
- Manfred Hassebrauck, Reiner Niketta (Hrsg.): Physische Attraktivität. Hogrefe, Göttingen u. a. 1993, ISBN 3-8017-0600-1 (Dieser Sammelband fasst die Ergebnisse der deutschsprachigen empirisch-psychologischen Attraktivitätsforschung zusammen, eine Auseinandersetzung mit evolutionspsychologischen Ansätzen fehlt allerdings. Der Band wurde international nicht wahrgenommen).
- Ronald Henss: Gesicht und Persönlichkeitseindruck (= Lehr- und Forschungstexte Psychologie. NF Bd. 7). Göttingen u. a. Hogrefe, 1998, ISBN 3-8017-1146-3 (Dieses persönlichkeitspsychologische Fachbuch dreht sich um die Frage: Welche Rolle spielt das Äußere bei der Beurteilung des Inneren? Zunächst geht es um die Frage nach der Struktur des Persönlichkeitseindrucks, also nach der Korrelation zwischen den einzelnen Persönlichkeitsmerkmalen, die der Beurteiler im Beurteilten zu erkennen meint. Dann die Frage nach der Urteilerübereinstimmung, und drittens die Frage nach dem Zusammenhang zwischen Physiognomie und Persönlichkeitseindruck).
- Ronald Henss: „Spieglein, Spieglein an der Wand ...“ Geschlecht, Alter und physische Attraktivität. Beltz Psychologie-Verlags-Union, Weinheim 1992, ISBN 3-621-27148-1 (Zugleich: Saarbrücken, Universität, Dissertation, 1992; In dem Buch stellt der früher an der Universität des Saarlandes tätige Psychologe nicht nur seine eigenen Forschungen vor, sondern gibt auch einen sehr systematischen und klaren Überblick über die weltweite Literatur zum Thema Urteilerübereinstimmung).
- Andreas Hergovich (Hrsg.): Psychologie der Schönheit. Physische Attraktivität aus wissenschaftlicher Perspektive. WUV-Universitäts-Verlag, Wien 2001, ISBN 3-85114-705-7 (Die einzelnen Beiträge in diesem Sammelband decken die wichtigsten Felder der psychologischen Attraktivitätsforschung ab. Das Werk unterscheidet sich von einem „richtigen“ Lehrbuch darin, dass die Beiträge von Studenten (am psychologischen Institut der Universität Wien) verfasst wurden; ihre Qualität ist sehr unterschiedlich).
- Robert M. Kaplan: Is Beauty talent? Sex interaction in the attractiveness halo effect. In: Sex Roles. Bd. 4, Nr. 2, 1978, ISSN 0360-0025, S. 195–204, doi:10.1007/BF00287500.
- David Landy, Harold Sigall: Beauty is talent: Task evaluation as a function of the performer's physical attractiveness. In: Journal of Personality and Social Psychology. Bd. 29, Nr. 3, 1974, ISSN 0022-3514, S. 299–304, doi:10.1037/h0036018.
- Irena Martínková: Three Interpretations of Kalokagathia. In: Peter Mauritsch (Hrsg.): Körper im Kopf. Antike Diskurse zum Körper. Leykam, Graz 2010, ISBN 978-3-7011-0177-1, S. 17–28
- Gillian Rhodes, Leslie A. Zebrowitz (Hrsg.): Facial attractiveness. Evolutionary, Cognitive, and Social Perspectives (= Advances in Visual Cognition. Bd. 1). Ablex Publishing, Westport CT u. a. 2002, ISBN 1-56750-637-2 (Das Buch kann schon fast als Standardlehrbuch der Attraktivitätsforschung bezeichnet werden. Es zeigt das ganze Spektrum des Fachgebietes auf, von der Evolutionspsychologie (die unter anderem von dem Wiener Verhaltensforscher Karl Grammer vertreten wird) über die Theorie der Wahrnehmungsvorlieben bis hin zu sozialpsychologischen Ansätzen).
- Manfred Schmitt: Schönheit und Talent: Untersuchungen zum Verschwinden des Halo-Effekts. In: Zeitschrift für experimentelle und angewandte Psychologie. Bd. 39, Nr. 3, 1992, ISSN 0044-2712, S. 475–492.
- Viren Swami, Adrian Furnham: The Psychology of Physical Attraction. Routledge, London u. a. 2008, ISBN 978-0-415-42250-5 (Allgemeinverständliche Zusammenfassung ausgewählter Themen der Attraktivitätsforschung. Der Schwerpunkt des Buches liegt auf der Attraktivität der Figur, das Gesicht wird hingegen nahezu ausgeblendet. Die Autoren machen insbesondere deutlich, dass die Bedeutung des Taille-Hüft-Verhältnisses überschätzt wurde).
- Ingomar Weiler: Das Kalokagathia-Ideal und der 'hässliche' Athletenkörper. In: Peter Mauritsch (Hrsg.): Körper im Kopf. Antike Diskurse zum Körper. Leykam, Graz 2010, ISBN 978-3-7011-0177-1, S. 95–119
- Leslie A. Zebrowitz: Reading Faces: Window to the Soul? Westview Press, Boulder CO u. a. 1997, ISBN 0-8133-2746-6 (In diesem „Ein-Frau-Lehrbuch“ der amerikanischen Wahrnehmungsforscherin geht es um die Signale, die unser Gesicht sendet, und wie wir sie empfangen und decodieren. Ein besonderer Schwerpunkt liegt auf dem Wirken des Kindchenschemas und dessen Erklärung. Das Buch ist für ein Fachbuch opulent illustriert und so verständlich geschrieben, dass es für Laien gut zu lesen ist).